# Episodi di Mila e Shiro - Due cuori nella pallavolo
Mila e Shiro - Due cuori nella pallavolo (アタッカーYOU! Atakka YOU!?) è una serie anime prodotta nel 1984 in 58 episodi e trasmessa in Italia nel 1986.

## Episodi
| Nº | Titolo italiano Giapponese 「Kanji」 - Rōmaji | In onda           | In onda |
| Nº | Titolo italiano Giapponese 「Kanji」 - Rōmaji | Giapponese        |         |
| 1  | Una nuova compagna di scuola 「子連れ転校生、優」 - Kozure tenkōsei, Yū | 13 aprile 1984    |         |
| 1  | Mila Hazuki lascia il villaggio dove viveva con i nonni per trasferirsi in città e frequentare la scuola media Hikawa. Quando arriva nella sua nuova casa, Mila trova un bambino con una lettera: è Sunny, figlio di una coppia di amici di suo padre che costui ha adottato perché entrambi i genitori del piccolo sono morti. Il padre di Mila, che lavora come fotografo, scrive che si dovrà assentare non sa ancora per quanto tempo. Il primo giorno di scuola Sunny entra nel campo di pallavolo dell'Hikawa, dove si sta disputando una partita, e fa pipì sul terreno di gioco. Mila viene sfidata da Nami Ayase, ricevitrice della squadra, a respingere almeno una delle sue dieci battute: se dovesse fallire, dovrà pulire il campo. Mila riesce a ricevere l'ultima battuta e, con una schiacciata poderosa, manda Nami al tappeto: il tutto avviene sotto gli occhi del professor Daimon, allenatore della squadra, il quale vede in Mila un possibile talento. La sera Mila e Sunny stanno camminando verso casa quando trovano papà Toshiko, il quale finalmente è tornato dopo sette anni. Mila è felice: adesso ha una famiglia e sente che per lei c'è un nuovo inizio. |                   |         |
| 2  | Il principe azzurro 「見つけた、コートのプリンス」 - Mitsuketa, kōto no purinsu | 20 aprile 1984    |         |
| 2  | Daimon propone a Mila di entrare a far parte della squadra di pallavolo, ma il padre della ragazza è inspiegabilmente contrario e sembra odiare questo sport. Mila sta andando a scuola quando vede due ragazzi inseguiti da una banda di teppisti: Mila li sistema per le feste, ma arriva in ritardo a lezione e Daimon la manda fuori dalla classe. Guardando fuori dalla finestra, Mila vede un gruppo di ragazzi che sta giocando a calcio e rimane colpita da uno di loro. I teppisti sono giunti all'Hikawa apparentemente per vendicarsi con Mila, ma in realtà il loro capo Saburo vuole chiederle di diventare capo della loro banda. Daimon fa entrare Mila in squadra perché ha bisogno, in vista della difficilissima partita contro le Sunlight Players, di infoltire la rosa. Quando scopre che il ragazzo per cui ha preso la cotta è Shiro Takiki, capitano della squadra maschile di pallavolo, Mila decide di praticare questo sport per conquistarlo. Inoltre, la ragazza ha il suo fan club personale: sono Saburo e i due ragazzi che aveva salvato. |                   |         |
| 3  | Fuga da casa 「輝きはコートの中に」 - Kagayaki wa kōto no naka ni | 27 aprile 1984    |         |
| 3  | L'Hikawa svolge un ritiro collegiale di preparazione nella palestra delle Seven Fighters, una squadra di serie. Per andarci Mila ha dovuto scappare da casa, portandosi dietro Sunny, perché il padre glielo aveva categoricamente proibito. Toshiko si è particolarmente rabbuiato nel vedere in televisione Kyushi Tajima, ex campionessa di pallavolo e medaglia d'oro alle Olimpiadi di Tokyo del 1964, che stava commentando la partita delle Seven Fighters. Le ragazze dell'Hikawa restano affascinate dall'ambiente di una squadra di serie; Mila si infatua del preparatore atletico Dani Mitamura e lo implora di allenarla sulle schiacciate, scagliando un vero e proprio bolide fuori dal campo che colpisce in pieno volto l'allenatore Sashita, messosi a protezione della signorina Tajima, venuta ad assistere agli allenamenti e ammirata dalla potenza della schiacciata di Mila. A Daimon viene chiesto di scegliere due giocatrici dell'Hikawa per una partitella di allenamento delle Seven Fighters, optando per Nami e Mila, quest'ultima spavaldamente autocandidatasi. Sia Mila che Nami hanno inevitabili difficoltà nell'affrontare giocatrici di serie, ma nell'ultima azione Nami riceve con efficacia un attacco avversario e Mila riesce a superare il muro delle Seven Fighters, suscitando l'ammirazione delle due giocatrici che non si aspettavano una ragazzina così energica. A ritiro concluso, Toshiko arriva alla palestra delle Seven Fighters per recuperare Mila e Sunny, provando nuovamente una sensazione di disagio nel vedere la Tajima salire a bordo di un taxi. Entusiasta di un'esperienza che ha accresciuto la sua passione per la pallavolo, Mila ottiene dal padre il permesso di poter restare nella squadra. |                   |         |
| 4  | La prima partita 「ザ・ライバル初試合」 - Za raibaru hatsu shiai | 4 maggio 1984     |         |
| 4  | L'Hikawa supera con qualche difficoltà la partita contro l'Hōei, dove il capitano della squadra Kira dimostra di avere un problema al ginocchio. Mila è l'unica a conoscenza di questa cosa e Kira le chiede di non farlo sapere a nessuno perché la prossima sarà la sua ultima partita. Mila non capisce come mai una giocatrice sia disposta a soffrire così pur di scendere in campo e Kira le risponde che in futuro capirà anche lei il perché. La prossima sfida mette l'Hikawa di fronte alle Sunlight Players della fortissima alzatrice Kaori Takigawa. Sunny sta per finire sotto un camion quando una giocatrice delle Sunlight con una schiacciata lo allontana dal pericolo: Mila capisce dalla sua bravura che non può essere altri che Kaori. Durante la partita Kira non riesce a proseguire e Daimon manda in campo Mila al suo posto, per quello che è il suo debutto in una partita ufficiale. |                   |         |
| 5  | Una sconfitta bruciante 「白熱のサンライト戦」 - Hakunetsu no sanraito-sen | 11 maggio 1984    |         |
| 5  | L'ingresso in campo di Mila dà entusiasmo alle ragazze dell'Hikawa, le quali riescono a ribaltare il risultato del set e ad andare in vantaggio. A mettersi in evidenza è soprattutto Mila, grazie a una serie di attacchi fortuiti: le Sunlight però riprendono in mano le redini della partita e la vincono per due set a zero. Mila non comprende per quale motivo le sue compagne piangono, se è vero che la pallavolo è soltanto un gioco. Uscita dallo spogliatoio, Mila ha un diverbio con due giocatrici della scuola Tatekabe, le quali la insultano chiamandola crapa di rapa. Daimon e Kira designano Nami nuovo capitano dell'Hikawa e comunicano che tra una settimana si disputerà una partita amichevole tra le titolari e le riserve per decidere la formazione del prossimo anno. Mila apprende con delusione di essere nella formazione delle riserve, ma Nami le fa notare che la buona prestazione contro le Sunlight non basta e che deve migliorare in ricezione. |                   |         |
| 6  | Una sfida... per amore 「レギュラーにチャレンジ」 - Regyurā ni charenji | 18 maggio 1984    |         |
| 6  | A Mila non va giù il fatto che Daimon faccia allenare soltanto le titolari, mentre le riserve devono fare da raccattapalle. Daimon vuole sospendere Yokita perché non si sta impegnando in ricezione, ma Nami prende le sue difese e l'allenatore la colpisce con violenza. Daimon convoca Nami nel suo studio e le spiega che è molto severo con lei perché intravede le potenzialità di una grande giocatrice. Kira, che ascoltava la conversazione fuori dalla porta, si offende nel sentire che è stata una semplice copertura per far crescere Nami e decide di vendicarsi, chiedendo a Shiro di allenare le riserve per battere le titolari. |                   |         |
| 7  | Il primo appuntamento 「夢に見たラブレター」 - Yume ni mita raburetā | 25 maggio 1984    |         |
| 7  | Mila trova nel suo armadietto la lettera di un ammiratore segreto che vuole uscire con lei: la firma è "S.T.", quindi pensa si tratti di Shiro Takiki. Il giorno dell'appuntamento la ragazza si presenta davanti a casa di Shiro, ma lo vede uscire con Nami e, dopo averli pedinati, scopre che i due sono andati allo stadio per assistere agli allenamenti della nazionale olimpica di pallavolo giapponese. Tra l'altro Nami ha disubbidito a Daimon, il quale le aveva ordinato di portare con sé Mila per farle vedere come si gioca a pallavolo a grandi livelli. Mila urla davanti alle telecamere che non intende rinunciare alla propria giovinezza per la pallavolo, ma quando scopre che tra le convocate della rappresentativa olimplica femminile c'è anche Kaori, cambia idea e decide che d'ora in avanti si impegnerà e il primo passo sarà battere le titolari. La lettera per Mila non era di Shiro Takiki, bensì di Saburo Tazake. |                   |         |
| 8  | Scontro amichevole 「友情の紅白戦」 - Yūjō no kōhaku-sen | 1º giugno 1984    |         |
| 8  | Il giorno della partita tra le titolari e le riserve dell'Hikawa è arrivato: si gioca al meglio di un solo set. Le cose per le riserve sembrano mettersi male, dato che Nami batte sempre su Mila che è debole in ricezione. Chibi, l'alzatrice con cui Mila ha stretto una bella amicizia, la incoraggia a non desistere e a ricordarsi di un libro in cui Mitamura mostrava come effettuare il fondamentale della ricezione. Mila riesce a opporsi all'ennesima battuta di Nami e a contrattaccare con il "chicco grandine", una schiacciata che lei e Chibi hanno provato in allenamento. Daimon si infuria con le titolari per il modo in cui stanno giocando, così Nami decide di attaccare su Chibi che è di bassa statura. Stavolta è lei a demoralizzarsi e tocca a Mila darle fiducia: Chibi riesce a sfiorare a muro un attacco di Nami e Mila stupisce tutti effettuando un attacco dalla seconda linea. |                   |         |
| 9  | Problemi in amore 「告白!爽さんが好き」 - Kokuhaku! 爽-San ga suki | 8 giugno 1984     |         |
| 9  | La partita tra titolari e riserve è all'insegna del più assoluto equilibrio: Nami, non riuscendo a superare il muro di Mila, effettua un attacco in finta per poter vincere la gara. Daimon è fuori di sé dalla rabbia per il trucchetto a cui sono dovute ricorrere, mentre le riserve festeggiano la loro ottima prestazione. Alla luce di quanto si è visto in campo, Daimon promuove Mila e Chibi titolari e permette alle altre riserve di allenarsi con la squadra titolare. Intanto, la squadra di Shiro ha vinto il torneo maschile per scuole e Mila si arrabbia perché il ragazzo non ricambia i suoi sentimenti. Shiro le spiega che loro due hanno lo stesso futuro, la pallavolo, e che per manterere lo stesso entusiasmo devono restare amici: Nami, sentendo Shiro dire a Mila che le vuole bene, si dispera perché anche lei è innamorata del ragazzo. |                   |         |
| 10 | Finalmente amiche 「バラバラのバレー部」 - Barabara no barē-bu | 15 giugno 1984    |         |
| 10 | Chibi è giù di morale perché sente che la sua altezza sarà un problema per continuare a giocare a pallavolo: Shiro le suggerisce di osservare un allenamento della Mitsuashi, una giocatrice delle Seven Fighters che è di bassa statura come lei. Mila propone alle compagne di squadra di andare alla palestra delle Seven Fighters, ma Nami ha deciso che ci si deve allenare anche di domenica. Mila riesce a convincere le ragazze a venire con lei, mentre Nami si ritrova con appena due compagne ed è furiosa. Mitamura rimprovera le ragazze dell'Hikawa perché hanno disobbedito al loro capitano e si rifiuta di allenarle. Kyra parla con Nami e le fa capire che, per diventare un buon capitano, deve essere più conciliante e capire le esigenze delle sue compagne. Quando Mila rientra in palestra, Nami le propone di mettere da parte tutte le loro divergenze e diventare amiche. |                   |         |
| 11 | Festa di diploma 「キズだらけのエースナンバー」 - Kizu-darake no ēsunanbā | 22 giugno 1984    |         |
| 11 | La classe di Shiro e Kyra si è diplomata: Mila vuole organizzare loro una festa d'addio. Il signor Daimon consegna le nuove maglie e indice una sessione di allenamento la stessa sera della festa. Mila vuole festeggiare a tutti i costi, così finge di accompagnare Chibi in infermeria per potersi dedicare ai preparativi: mentre sta posizionando uno striscione, cade e si rompe il braccio destro. Daimon dà in escandescenze nel vedere Mila con il braccio fasciato, le toglie la maglia e strappa il numero 3 perché non è degna della fiducia che aveva riposto in lei. Per farsi perdonare, Mila decide di rinunciare alla festa e si allena ugualmente anche con un braccio fuori uso: Daimon apprezza questo regalo da parte delle sue giocatrici. Mila inizia un lungo percorso di riabilitazione, ma è ignara che un gruppetto di ragazze della scuola Oygissen la sta filmando mentre schiaccia con il braccio sinistro. |                   |         |
| 12 | La forza della speranza 「ライバルにアタック」 - Raibaru ni atakku | 13 luglio 1984    |         |
| 12 | Mila toglie il gesso, ma le sue schiacciate non sono efficaci perché ha paura di sentire dolore. La prima partita del torneo contro la Oygissen si complica, anche perché le avversarie possono prevedere tutte le loro mosse. In tribuna ad assistere alla partita ci sono Shiro e Kyra: la ragazza, che dovrà farsi operare per il suo problema al ginocchio, soffre nel vedere Mila non riuscire a sbloccarsi. Durante un'azione di gioco, Mila scivola e questo le dà modo di attaccare in controtempo: schiaccia con forza e supera così la sua paura, permettendo all'Hikawa di vincere l'incontro agevolmente. Intanto, le ragazze della scuola Tatekabe stanno affinando un'arma per battere l'Hikawa: il mega servizio. |                   |         |
| 13 | Il mister sotto accusa 「エッ!?監督がやめる」 - E~tsu!? Kantoku ga yameru | 27 luglio 1984    |         |
| 13 | Il consiglio scolastico è preoccupato dalla cattiva pubblicità che i metodi violenti di Daimon stanno causando alla scuola. Nonostante la minaccia di sciogliere la squadra, Daimon continua imperterrito a comportarsi come sempre: due giornalisti vogliono intervistarlo, ma il mister li caccia via dalla palestra. Mila e Sina si assentano dall'allenamento per andare a osservare i metodi delle altre scuole, scoprendo che non sono poi così diversi da quelli di Daimon: le due ragazze passano anche nella palestra delle Sunlight Players, dove l'allenatore Hamasake mostra loro un sistema computerizzato con il quale monitora costantemente le performance delle giocatrici. Daimon esclude Mila e Sina dalla formazione titolare contro la Takeda perché hanno saltato l'allenamento, anche se cercavano di aiutarlo: l'Hikawa perde il primo set e Daimon sta per schiaffeggiare Nami, con i due giornalisti pronti a fotografarlo, quando Mila si mette di mezzo e lo ferma, poi lei e Sina gli chiedono scusa e lo implorano di farle giocare. Daimon le perdona e, con loro due in campo, l'Hikawa vince a zero il secondo e il terzo set. Dopo la partita, Daimon rassegna le dimissioni: non poteva più allenare liberamente con le pressioni del consiglio scolastico. |                   |         |
| 14 | Il nuovo allenatore 「涙のスパイクサーブ」 - Namida no supaikusābu | 3 agosto 1984     |         |
| 14 | Il nuovo allenatore dell'Hikawa è il preside, patito di baseball, che non capisce assolutamente nulla di pallavolo. Sunny viene canzonato dai suoi amichetti perché non è capace di nuotare, così decide di tuffarsi nell'acqua alta della piscina e rischia di affogare. Mentre sta giocando contro le Country Leagers, Mila viene avvertita che Sunny è ricoverato in gravi condizioni e si precipita da lui: fortunatamente il bambino si riprende e viene dichiarato fuori pericolo. Nella finale del girone del distretto di Tokio l'Hikawa dovrà affrontare la Tatekabe. Grazie a Sunny, Mila ha un'ispirazione per battere le avversarie: preparare un servizio di punta, mai effettuato in un torneo per le scuole. Sunny supera la sua paura dell'acqua e Mila trova il coraggio di provare il servizio di punta, che permette all'Hikawa di vincere la partita e accedere alle finali nazionali. Mila incontra Kaori, in partenza per le Olimpiadi di Los Angeles, e quest'ultima le promette che al suo ritorno si sfideranno ancora. |                   |         |
| 15 | Una promessa mantenuta 「優のオリンピック」 - Yū no orinpikku | 10 agosto 1984    |         |
| 15 | La nazionale femminile di pallavolo torna da Los Angeles con la medaglia di bronzo. Kaori annuncia alla stampa che non giocherà le fasi finali del torneo per le scuole perché la sua squadra deve abituarsi a giocare senza di lei. La verità è che alle Olimpiadi Kaori ha ricevuto una pallonata in faccia e deve trascorrere un periodo di riposo, altrimenti corre il rischio di perdere la vista. Mila è furiosa: Kaori si sta rimangiando la promessa che le aveva fatto di affrontarsi in finale. Mila e Sunny sorprendono loro padre mentre è intento a scattare delle fotografie a un treno in corsa: lui spiega che è per immortalare al meglio Mila in vista delle finali del torneo scolastico, quindi ha finalmente accettato che la figlia giochi a pallavolo. La finalissima è, come dalle attese, tra Hikawa e Sunlight Players: a commentare la partita per la televisione è Kyushi Tajima, la quale resta colpita nel leggere tra le formazioni il nome di Mila. L'Hikawa conduce nettamente il primo set: quando l'allenatore delle Sunlight chiama il time-out, Kaori si alza in piedi. |                   |         |
| 16 | Mila in crisi 「燃えあがる白球!」 - Moe agaru hakkyū! | 17 agosto 1984    |         |
| 16 | Kaori costringe il suo allenatore a mandarla in campo, nonostante il pericolo di perdere la vista: è più importante onorare la promessa fatta a Mila. Kaori inizia a commettere degli errori, sbagliando le alzate perché si è abituata a giocare ai ritmi della pallavolo olimpica: L'Hikawa si aggiudica il primo set. Nami si accorge del problema all'occhio destro di Kaori e Mila, per paura di farle del male, evita di schiacciare su di lei. Le Sunlight Players vincono il secondo set e stanno per aggiudicarsi il terzo, quando l'allenatore dell'Hikawa chiama il time-out per spiegare a Mila che non deve aver paura di far male all'avversario. Mila ritrova il suo spirito battagliero e la partita torna in parità: a vincere sono però le Sunlight Players per 15 a 13. Dopo la partita Mila, Nami e Kaori fanno una promessa di reciproca amicizia all'insegna dello spirito sportivo della pallavolo. La signorina Tajima ha capito che Mila è sua figlia, sospetto confermato da Toshiko che la rimprovera di ricordarsene soltanto adesso. |                   |         |
| 17 | Una difficile decisione 「風にゆれる少女・ユウ」 - Kaze ni yureru shōjo yuu | 24 agosto 1984    |         |
| 17 | Numerosi talent scout si presentano alla scuola Hikawa per proporre a Mila e Nami di entrare a far parte delle squadre di pallavolo dei loro istituti. Nami rifiuta le loro proposte perché non intende approfittarsi del suo sport preferito per ottenere favori nello studio. Il padre di Mila è categorico: deve lasciare la pallavolo e pensare al suo futuro. Mila è fortemente indecisa, anche perché andando alle superiori non incontrerebbe più Kaori che è passata a giocare nelle Sunlight Players di serie. Mila vuole parlare con Shiro e chiede a Kento, un ragazzo in motorino incontrato per caso, di portarla da lui. Shiro consiglia a Mila di continuare a giocare a pallavolo, ma allo stesso tempo di studiare perché in futuro potrebbe pentirsene. Quando scopre sul giornale che Mitamura è diventato allenatore delle Seven Fighters, Mila decide che sarà quella la squadra in cui entrerà. |                   |         |
| 18 | Una dura prova 「実業団にアタック!」 - Jitsugyō-dan ni atakku! | 31 agosto 1984    |         |
| 18 | In attesa di una telefonata da parte delle Seven Fighters che non arriva, Mila viene a sapere da Chibi che hanno fatto una proposta a Nami: lei però ha rifiutato perché intende seguire il signor Daimon alle Unicorn, la squadra di serie di cui è diventato allenatore. Mila decide che, se le Seven Figthers non si degnano di contattarla, sarà lei ad andare da loro: ad accompagnarla è Sunny, nascostosi nello zaino. In palestra le viene detto che non sono minimamente interessate a lei, essendo ancora troppo giovane e inesperta: Mila non intende desistere e si accampa fuori dalla palestra per la notte, aiutata da un paio di ragazze della squadra che portano a lei e Sunny del cibo dalla mensa. Il mattino dopo Mitamura decide di concedere a Mila l'opportunità di sostenere un provino, ma la ragazza fallisce la prova e viene invitata a ripresentarsi l'anno prossimo. Mentre lei e Sunny sono sulla via del ritorno a casa, passa in macchina il signor Saschita (il collaboratore tecnico di Mitamura) che la riporta in sede: il presidente delle Seven Fighters ha infatti deciso di prendere Mila, per la grande passione che ha dimostrato, facendola entrare in squadra come giocatrice praticante. |                   |         |
| 19 | In cura dimagrante 「減量に泣くユウ」 - Genryō ni naku yuu | 7 settembre 1984  |         |
| 19 | I nuovi acquisti delle Seven Fighters perdono nettamente l'amichevole contro la Yamato Club. Mitamura non è soddisfatto della prestazione di Mila, la quale palesa delle difficoltà nell'approcciarsi alla pallavolo di serie, ma nemmeno di quella di Yoghina Yokono, l'altra schiacciatrice della squadra. Siccome entrambe le ragazze sono ingrassate, l'allenatore decide di escluderle dalla trasferta di Osaka per sottoporle a un allenamento specifico che le rimetta in forma. Per Mila e Yoghina è una prova molto dura: le due ragazze capiscono che devono farsi forza e riescono a completare le sedute con il personal trainer, superando anche l'astio che le divideva. Nella seconda amichevole contro la Yamato Club le Seven Fighters stavolta vincono e Mitamura decide di reintegrare Yoghina in squadra, mentre Mila vi entra a far parte per la prima volta. |                   |         |
| 20 | Amica ma rivale 「燃えるサマーリーグ」 - Moeru samārīgu | 14 settembre 1984 |         |
| 20 | Le Seven Fighters affrontano il torneo di preparazione, una serie di incontri tra le squadre che si sfideranno nel successivo campionato. Mila diventa amica della palleggiatrice Ochi Samoto, scoprendo che anche lei era una schiacciatrice, e si fa promettere che le alzerà sempre la palla. Mitamura però non vuole scoprire troppo le carte in vista delle partite ufficiali e ordina a Ochi di non alzare mai per Mila: la ragazza ci rimane male e pensa che abbia rinnegato la promessa, commettendo una serie di errori che costano la semifinale contro le Sunlight Players di Kaori. Nella finale per il terzo contro le Unicorn, dove per la prima volta affronta Nami e il suo ex allenatore Daimon, Mila decide di sacrificarsi in difesa per aiutare la squadra: Ochi le alza la palla per il punto decisivo. A fine partita Mitamura si dice soddisfatto della prestazione e propone a Ochi di tornare schiacciatrice, ma quest'ultima rifiuta perché ormai il posto è di Mila. |                   |         |
| 21 | Il segreto della potenza 「幻の必殺スパイク」 | 21 settembre 1984 |         |
| 21 | Mila fatica ad essere titolare perché non ha ancora acquisito un buon livello nel salto le sue schiacciate sono poco potenti. La ragazza conosce la signora Tajima, ex campionessa di pallavolo e commentatrice degli incontri del campionato, e le chiede consigli su come avere una schiacciata potente. La signora Tajima dona a Mila una polsiera che utilizzava per potenziare il suo braccio quando era una giocatrice professionista. I risultati dell'allenamento di Mila con questa polsiera speciale non tardano ad arrivare. |                   |         |
| 22 | Lettera di un'ammiratrice 「初めてのファンレター」 | 28 settembre 1984 |         |
| 22 | Mila riceve una lettera scritta da una ragazza che si chiama come lei e che ha una grande passione per la pallavolo. Mila e la sua famiglia vanno a trovarla portando in dono tre biglietti per la sfida di campionato tra le Seven Fighters e le Sunlight Players di Kaori. Proprio prima dell'incontro, Mila è costretta a correre in ospedale perché la sua giovane ammiratrice è stata investita da un camion. La ragazza non è in pericolo di vita ma rischia di perdere l'uso di una gamba. Mila promette alla sua fan che vincerà almeno un set interrompendo così il record delle Sunlight Players. Mila torna a giocare e, dopo suo ingresso in campo, le Seven Fighters riescono a ribaltare il risultato ed a sconfiggere le Sunlight Players. |                   |         |
| 23 | Mister Mila 「エエッ!ユウが監督」 | 5 ottobre 1984    |         |
| 23 | Mila accetta l'incarico di allenare la squadra di pallavolo della classe della sua scuola serale. La finale è tra la sua sezione e quella di una fortissima schiacciatrice, Monia Takami, che è molto più alta di lei. Mila gioca assieme alle sue allieve e vince la sfida. |                   |         |
| 24 | Drammatica sfida 「青春へのスタンバイ」 | 12 ottobre 1984   |         |
| 24 | Mila e le sue compagne fondano il "club delle principianti" e si allenano nella palestra della scuola. La squadra di Monia si contende il campo con le principianti. Monia chiede la rivincita contro la squadra capitanata da Mila: se Mila vincerà, la sua squadra potrà continuare ad allenarsi, viceversa Mila dovrà sciogliere il club. Mila pensa di vincere perché Monia si rifiuta di prendere parte alla partita ma, all'ultimo momento, Monia decide di giocare. La squadra di Mila perde. Monia, durante lo scontro, ha imparato ad apprezzare Mila e non desidera più che la formazione avversaria si sciolga. |                   |         |
| 25 | Il ritorno di Daimon 「狙われたユウ」 | 19 ottobre 1984   |         |
| 25 | Nella sede della Seven Fighters si presenta Daimon che vuole acquistare Mila e portarla con sé all'Unicorn. Mila è delusa quando sente il suo allenatore Mitamura considerare l'offerta di Daimon, ma era tutto un malinteso: Mitamura vuole tenere Mila, ma prima voleva vedere se era decisa a trasferirsi dal suo vecchio allenatore. |                   |         |
| 26 | La meta più ambita 「情熱のママさんバレー」 | 26 ottobre 1984   |         |
| 26 | Le Seven Fighters vanno in ritiro in una struttura dove allenano delle signore appassionate di pallavolo. Si presenta un membro del consiglio sportivo che vuole vedere se Mila è meritevole di entrare a far parte della nazionale juniores, così propone una sfida tra Mila e la sua squadra di ragazzi. Mila vince e viene convocata. |                   |         |
| 27 | Mila nella nazionale juniores 「友情のバックアタック」 | 2 novembre 1984   |         |
| 27 | Nella nazionale juniores Mila trova Nami e Kaori ma, purtroppo, l'allenatore è Daimon. Egli è ancora contrariato per il rifiuto di Mila di entrare nella squadra dell'Unicorn e cerca di ostacolarla bloccandone l'accesso al gruppo delle titolari. Mila viene schierata tra le riserve ed è preoccupata perché, allenandosi meno, non riuscirà mai a raggiungere il livello di Kaori. Nell'amichevole contro la nazionale juniores cinese Mila entra quando la sua squadra perde 2 set a 0 portandola alla rimonta e alla vittoria. |                   |         |
| 28 | Un'altra sorellina di Sunny 「対決!ベレーの黒豹」 | 9 novembre 1984   |         |
| 28 | Le Seven Fighters giocano una partita in Perù. Mila scopre che il padre di Sunny allenava la squadra avversaria. Sunny conosce molto bene il capitano di tale squadra che, per lui, è come una sorella. Le "due sorelle" di Sunny diventano amiche. |                   |         |
| 29 | L'infortunio di Mila 「高さへの挑戦」 | 16 novembre 1984  |         |
| 29 | Le Sunlight Players hanno acquistato una nuova giocatrice, Rayaka Omori, che è in grado di saltare molto in alto. Mila si allena per poterla battere ma, durante questi allenamenti, si infortuna. Temendo di essere esclusa dalla squadra, la ragazza non rivela il suo segreto e gioca comunque la partita con le Sunlight, perdendo 3-2. |                   |         |
| 30 | Più forte del dolore 「孤独のエースアタッカー」 | 23 novembre 1984  |         |
| 30 | La squadra di Mila deve affrontare le Orient di Monia Takami. Mila non vuole rinunciare a giocare e nasconde a tutti il suo infortunio. La ragazza però gioca molto male e viene spesso sostituita durante la partita. Verso la fine dell'incontro il mister le consente di rientrare in campo ma, nel momento decisivo, Mila sbaglia, cade rovinosamente al suolo e perde conoscenza. Quando si risveglia in un letto d'ospedale, la ragazza si dispera ma le compagne la convincono ad allontanarsi per un po' dalla squadra per poter affrontare un periodo di riabilitazione a Hokkaido. |                   |         |
| 31 | Una sofferta guarigione 「復活への旅立」 | 30 novembre 1984  |         |
| 31 | Mila esegue gli esercizi di riabilitazione ma è molto insofferente e vuole tornare a tutti i costi ad allenarsi. Per questo motivo decide di scappare dalla clinica. La ragazza viene raggiunta e riportata in stanza. Anche Yoghina raggiunge la clinica in quanto si è infortunata durante le partite giocate proprio per sostituire Mila. Mila non può tornare a giocare ma le viene concesso di seguire la partita. La sua presenza infonde coraggio nelle sue compagne di squadra ma l'Unicorn riesce ugualmente a vincere. |                   |         |
| 32 | Il servizio supersonico 「燃えろ!ダイビングサーブ」 | 7 dicembre 1984   |         |
| 32 | Mila, ripresasi definitivamente dall'infortunio al ginocchio, affronta le Orient, battendo Monia. Quando Mitamura fa vedere alle sue ragazze le armi segrete delle Sunlight Players, compreso il servizio bomba di Kaori, Mila pensa a una nuova battuta per diventare più potente e, ispirata da Sunny, inventa il servizio supersonico, rendendo entusiasti Mitamura, Sashita e le sue compagne. Sarà proprio grazie al servizio supersonico che Mila riuscirà a battere le Sunlight. |                   |         |
| 33 | La crisi di Nami 「ナミがバレーを辞める!?」 | 14 dicembre 1984  |         |
| 33 | Nami è stata cacciata dall'Unicorn per aver gettato un secchio d'acqua addosso a Daimon, rifiutandosi di obbedire ad un suo ordine: la ragazza vuole abbandonare la pallavolo. Mila cerca di convincere Nami a tornare in squadra e la aiuta, dapprima tornando nella palestra della loro vecchia scuola, poi andando a trovare la signorina Tajima che la aiuta a rimettersi in forma. Daimon accetta di riprendere Nami in squadra, a condizione che la Tajima accetti l'incarico di preparatrice dell'Unicorn. |                   |         |
| 34 | Una partita decisiva 「白熱のファイナルゲーム」 | 21 dicembre 1984  |         |
| 34 | Le Seven Fighters si scontrano nuovamente con le Sunlight Players. Questa partita determinerà la squadra vincitrice del campionato. |                   |         |
| 35 | Il trionfo di Mila 「悲願!日本リーグ優勝」 | 28 dicembre 1984  |         |
| 35 | Le Seven Fighters vincono il campionato, battendo le Sunlight Players. |                   |         |
| 36 | Una scelta difficile 「明日に向かってダッシュ!!」 | 4 gennaio 1985    |         |
| 36 | Mila e Nami sono in ballottaggio per l'unico posto rimasto disponibile in nazionale: la commissione si riserva di decidere in base al risultato dell'imminente Torneo Open. Mila decide di tornare anzitempo alla palestra delle Seven Fighters per potersi allenare bene in vista dell'importantissimo torneo. |                   |         |
| 37 | Una nuova rivale 「新たなるライバル」 | 11 gennaio 1985   |         |
| 37 | Le Seven Fighters acquistano Sori Shinoda, una nuova schiacciatrice molto talentuosa. Mila ha paura che Sori possa metterla in ombra, tra l'altro proprio adesso che si sta giocando un posto in nazionale e inizialmente prova una forte antipatia per la ragazza, che considera estremamente benvoluta dall'allenatore. Quando però Mila batte Sori in una partitella amichevole e vede che l'allenatore rimprovera aspramente Sori minacciandola di non farla neppure entrare in squadra, Mila si rende conto che non ci saranno favoritismi e che in squadra c'è posto per entrambe: tra le due ragazze nascerà quindi una bella amicizia. |                   |         |
| 38 | Due grandi campionesse 「炸裂!外人パワー」 | 18 gennaio 1985   |         |
| 38 | Le Seven Fighters affrontano in amichevole la squadra del Saiei dove militano le famigerate Heinz e Crosby, due altissime giocatrici straniere che sono state medaglie d'argento alle Olimpiadi di Los Angeles. Le Seven Fighters vincono il primo set, ma poi entrano in campo le straniere che ribaltano il risultato vincendo gli altri tre set. |                   |         |
| 39 | La scomparsa di Yoghina 「世界の壁を破れ!」 | 25 gennaio 1985   |         |
| 39 | Yoghina è demoralizzata, sia per il dolore al fianco che la fa star male, ma soprattutto perché crede di avere perduto la fiducia dell'allenatore e per questo abbandona la squadra. Mila è preoccupata per lei e la ritrova ad Osaka al ritiro delle SAIEI, dove gioca la sorella di Yoghina. Con l'aiuto dell'allenatore, Mila convince Yoghina a curarsi per poter ritornare in squadra più forte di prima. Mancando Yoghina in squadra, saranno Mila e Sori a dover allenarsi per la ricezione dei terribili colpi di Heinz e Crosby, visto che a breve dovranno incontrare di nuovo le Saiei al Torneo Open. |                   |         |
| 40 | Una dolce sorpresa 「開幕!全日本選手権」 | 1º febbraio 1985  |         |
| 40 | Inizia finalmente il Torneo Open, la gara tra le 32 migliori squadre del Giappone. La prima partita delle Seven Fighters è contro le Nanba: all'incontro assiste anche Shiro e questo dà a Mila uno stimolo in più. Con l'apporto di Mila e di Sori, entrata nel finale, la squadra surclassa le avversarie, ma tutti sanno che il vero premio in palio è l'ingresso in nazionale che le amiche-rivali di sempre Mila, Kaori e Nami si stanno giocando con tutto l'agonismo possibile. |                   |         |
| 41 | Ansia di rivincita 「激闘!3回戦」 | 8 febbraio 1985   |         |
| 41 | La partita successiva è contro le Saiei e Mila e compagne vogliono batterle anche per riscattare la sconfitta della recente amichevole. All'inizio le Saiei sono disorientate da Sori, l'unica vera novità delle Seven Fighters, ma con il proseguire della partita riescono a prendere le misure delle avversarie, fino a giungere a 2 set a 1. |                   |         |
| 42 | A un passo dalla nazionale 「炎のライトアタック!」 | 15 febbraio 1985  |         |
| 42 | Le qualità atletiche di Mila sono in miglioramento anche nel corso della partita e grazie alle sue prodigiose elevazioni, alle astuzie di Sori e nonostante qualche "errore" arbitrale di troppo, le Seven Fighter rimontano lo svantaggio e battono le Saiei. Il muro delle giganti "straniere" Heinz e Crosby è finalmente abbattuto. |                   |         |
| 43 | Triste verdetto 「対決!大門バレー」 | 22 febbraio 1985  |         |
| 43 | Seven Fighters e Unicorn si affrontano nella semifinale del torneo Open, mentre le Sunlight Players hanno sconfitto le Orient e sono già in finale. La partita si trasforma in uno spareggio tra Mila e Nami perché la vincitrice andrà in nazionale, mentre l'altra resterà esclusa. Ricordando di essere cresciute insieme nella scuola Hikawa e timorosa di far perdere a Nami il sogno della sua carriera, Mila non affronta la partita con lo spirito giusto e le Unicorn vincono i primi due set. Nami è invece molto determinata a vincere, anche perché caricata da Daimon che vuole annientare Mila e vendicarsi per il suo rifiuto di venire all'Unicorn. Nel terzo set Mitamura sostituisce Mila con Yoghina, sperando di aiutarla a recuperare. Osservando Yoghina, Mila capisce che può battere Nami soltanto praticando un gioco diverso e con giocate che la rivale non si aspetta. Mila torna in campo e riesce a ribaltare la partita, vincendo i tre set e regalando alle Seven Fighters la finale. Nami si congratula con Mila per averla battuta, ma è infinitamente triste per aver perso la nazionale. |                   |         |
| 44 | Complotto contro Mila 「幻の全日本入り」 | 1º marzo 1985     |         |
| 44 | Alla vigilia dell'ultima partita si tiene una riunione tra tutti gli allenatori e i rappresentanti della federazione sportiva per decidere a chi assegnare l'ultimo posto a disposizione in nazionale. Subito si mettono in evidenzia due fazioni: quella capeggiata da Dani Mitamura, l'allenatore di Mila e quella di Daimon, l'allenatore di Nami che vorrebbe invece lei in nazionale. Alla fine la decisione viene rimandata a dopo la finale, ma Yamaoka ha un piano per demotivare Mila. Quella sera infatti la ragazza riceve una telefonata anonima che la informa di essere stata esclusa dalla nazionale. |                   |         |
| 45 | Una prova d'amicizia 「奇跡の逆転優勝」 | 8 marzo 1985      |         |
| 45 | È il giorno della finale tra le Seven Fighters e le Sunlight Players di Kaori Takigawa. Mila cerca di non pensare alla strana telefonata della sera prima, ma è completamente deconcentrata ed inanella molti errori. Proprio quando la situazione sembra compromessa, è proprio Nami che le parla e le rivela che i giochi in seno alla federazione devono essere ancora fatti. Mila ritrova la concentrazione e porta la sua squadra alla vittoria. |                   |         |
| 46 | Una sconvolgente rivelazione 「宿命の紅白戦」 | 15 marzo 1985     |         |
| 46 | Mila e Nami sono rientrate nel gruppo di 16 giocatrici da cui verranno scelte le 12 che parteciperanno alle olimpiadi. Durante una partita di allenamento tra la squadra A con Kaori Takigawa e la B con Mila e Nami Hayase, si accende l'antica rivalità agonistica in ricordo della memorabile partita di anni prima alle scuole medie (ep. 15 e 16). Questa volta sono Mila e Nami a vincere, ma Kaori fa tesoro dell'esperienza per sfruttare meglio l'affiatamento con Mila quando avrebbero giocato entrambe in nazionale. Alla fine della partita un giornalista avvicina Mila e le rivela una notizia sconvolgente: ha le prove che la signorina Tajima è in realtà sua madre. |                   |         |
| 47 | Alla ricerca della verità 「甦れ!全日本エース」 | 22 marzo 1985     |         |
| 47 | L'inaspettata notizia sconvolge a tal punto Mila da farle abbandonare il ritiro della nazionale. Dopo un aspro confronto con il padre è quasi decisa a rinunciare alla pallavolo, ma Shiro riesce a farle cambiare idea e a farla ritornare in squadra. |                   |         |
| 48 | Un affetto ritrovato 「燃えろ!日ソ対抗」 | 29 marzo 1985     |         |
| 48 | Mila ha un'accesa discussione con la madre, alla quale rimprovera di averla abbandonata per seguire il sogno della pallavolo. Poco importa il fatto che la donna sia stata costretta a fare questa scelta dal marito, che voleva che si dedicasse unicamente alla famiglia rinunciando al sogno della sua vita: Mila si chiede infatti se la pallavolo potesse valere il prezzo della sua infanzia senza l'affetto di una madre. Comunque la ragazza reagisce quasi con rabbia agli avvenimenti e durante l'importante amichevole con l'Unione Sovietica si scatena insieme a Nami e Kaori annientando le avversarie. Alla fine si rende conto che nonostante i torti subiti, avere ritrovato la madre è comunque una cosa meravigliosa. |                   |         |
| 49 | Tensione in nazionale 「全日本のエースは誰?」 | 19 aprile 1985    |         |
| 49 | Nella riunione del consiglio federale Daimon smorza gli entusiasmi per la vittoria sull'Unione Sovietica, definendo Mila una giocatrice sopravvalutata e attribuendo il successo giapponese al calo delle avversarie. Alla luce di quanto visto nella partita contro le sovietiche, tenendo conto che il gruppo ha ampi margini di crescita, il presidente Okudera accetta di valutare la possibilità di nuovi ingressi per alzare il livello della competizione interna. Daimon, desideroso di entrare nelle grazie del presidente, annuncia di aver scovato una giocatrice molto prestante fisicamente che può rivaleggiare contro le più forti pallavoliste del mondo. Si tratta di Tullia Kaido, una ragazza cresciuta in un villaggio di pescatori, che Okudera accetta di far entrare in nazionale. L'arrivo di Tullia porta scompiglio nel gruppo, a causa dei suoi modi arroganti e della presunzione di essere la migliore. Inevitabilmente si crea un forte attrito con Mila, più volte offesa da Tullia che è convinta di portarle via il posto da titolare. Intanto, Daimon e Yamaoka hanno studiato uno stratagemma per mettere fuori gioco Mitamura, suggerendo al presidente Okudera di farlo partire per un viaggio di osservazione delle squadre avversarie. Viene decisa la divisione della nazionale in due squadre che si affronteranno in una serie di amichevoli, in base alle quali stabilire chi inserire nella rosa finale delle 12 prescelte per le Olimpiadi. Mila finisce nella nazionale B, affidata a Daimon, con Nami, Tullia e le compagne delle Seven Fighters. La nazionale A, guidata da Yamahoka, comprende Kaori e le giocatrici delle Sunlight Players.                                                                           |                   |         |
| 50 | La partenza di Mitamura 「心騒ぎのニューフェイス」 | 26 aprile 1985    |         |
| 50 | Tutti questi cambiamenti fanno parte di un piano di Daimon di diventare direttore tecnico della nazionale, per questo riesce a manovrare la federazione per far sì che l'allenatore Mitamura venga impegnato in un giro di tre mesi a visionare le nazionali di Cina, Unione Sovietica e Stati Uniti, così Daimon avrà campo libero per imporre i suoi programmi. Nella squadra B viene inserita anche Vera Oriki, ottima alzatrice e regista della squadra, con la quale Mila trova subito l'affiatamento. |                   |         |
| 51 | Un confronto pieno di incertezze 「宿命のライバル炎の対決」 | 3 maggio 1985     |         |
| 51 | Alla vigilia della partita di allenamento tra le nazionali A e B Tullia abbandona la squadra dal momento che mal tollera la durezza dell'allenamento. Ma forse è un modo per rendersi indispensabile, visto che Mila non è in perfetta forma. |                   |         |
| 52 | L'attacco laser 「打ち勝て！レーザーアタック」 | 10 maggio 1985    |         |
| 52 | Tullia arriva sul campo di gioco proprio durante la partita. Inizialmente Mila va forte, ma col passare del tempo si affatica e Daimon la sostituisce con Tullia. La ragazza però nonostante la sua prestanza fisica nulla può contro il nuovo "attacco laser" di Kaori. Solo quando Mila rientra in gioco le sorti della partita che sembrava compromessa si ribaltano e la nazionale B vince l'incontro. |                   |         |
| 53 | L'azzardo di Daimon 「奪われたエースの座」 | 17 maggio 1985    |         |
| 53 | Negli allenamenti Kaori perfeziona il suo "attacco laser" che solo Mila è in grado di fermare. Per la partita successiva Daimon, per fare spazio a Tullia, esclude Nami dalla squadra e sposta Mila in difesa, un ruolo che non le è congeniale. |                   |         |
| 54 | Cieca ambizione 「チームワークなき闘い!」 | 24 maggio 1985    |         |
| 54 | La squadra così rivoluzionata non funziona e i primi due set sono una vera disfatta. Daimon corre ai ripari togliendo dalla squadra Tullia (che anche da bordo campo si comporta in maniera indisponente verso Mila e le compagne) ed inserisce la formazione delle Seven Fighter più Nami per tentare di ribaltare il risultato. |                   |         |
| 55 | Insanabile rivalità 「チームメートへの愛」 | 31 maggio 1985    |         |
| 55 | La nazionale B vince il terzo set. Nel quarto Daimon torna a cambiare impostazione della squadra, e nonostante gli sforzi di Mila la nazionale B perde la partita, anche se di pochi punti. Tullia però comincia a rendersi conto di aver sbagliato troppe volte. |                   |         |
| 56 | La rivincita di Tulia 「秘密の逆転トレード」 | 7 giugno 1985     |         |
| 56 | Mitamura finalmente ritorna dal suo lungo giro e anche se ora è solo il vice allenatore di Daimon la sua presenza ha galvanizzato le ragazze. Daimon si rende conto che Tullia crea troppi problemi alla squadra e la cede a Yamahoka, l'allenatore della nazionale A, in cambio di un'universale. Inizia l'ultima partita, quella decisiva per determinare la rosa di coloro che andranno alle olimpiadi e grazie alle prodezze di Tullia la nazionale A passa in vantaggio. |                   |         |
| 57 | L'ultimo set 「熱闘!ファイナルセット」 | 14 giugno 1985    |         |
| 57 | Le due squadre si aggiudicano due set per parte e il quinto set, quello decisivo, vede la nazionale A a 14 punti, ad un passo dalla vittoria. Kaori si rende conto che Mila è in crisi e sbaglia di proposito il servizio a Tullia per dare all'amica-rivale l'ultima possibilità. Mila a quel punto ritrova la concentrazione e trascina la squadra alla vittoria. |                   |         |
| 58 | Arrivederci a Seul 「はばたけ!明日のエース」 | 21 giugno 1985    |         |
| 58 | Finalmente escono le convocazioni per la nazionale giapponese e Mila ovviamente ne fa parte. Anche Nami è in nazionale, ma rimane bloccata per qualche mese a causa di un incidente ad una gamba. Il primo appuntamento per la nazionale è il Torneo delle Quattro Nazioni e Mila sa che la lotta è ricominciata. La storia si conclude con il primo servizio di Mila nella partita inaugurale, col pensiero alle Olimpiadi di Seul. |                   |         |